# 역전의 여왕
《역전의 여왕》은 2010년 10월 18일부터 2011년 2월 1일까지 방영된 문화방송 월화드라마이다. 화려한 골드미스였던 황태희가 결혼 후 상사의 미움을 받아 회사에서 쫓겨나서 전업주부로 살다가 다시 회사로 복귀해서 벌어지는 일들을 그렸다.
원래는 20부작으로 기획되었으며 《짝패》 준비가 늦어지자 대체 후속작으로 사전제작 드라마 《버디버디》를 편성할 계획이었으나 조건이 안 맞아 불발됐고 뒷날 tvN에서 간신히 편성됐으며 이 같은 후속작 준비 미비 뿐 아니라 당시 엄청난 인기로 인해 11회가 연장되어 31부작으로 종영되었다.

## 등장인물

### 주요 인물
- 김남주: 황태희 역 - 모태솔로, 퀸즈그룹 개발팀장→용식 아내
- 정준호: 봉준수 역 - 퀸즈그룹 평사원 여진의 남편
- 채정안: 백여진 역 - 퀸즈그룹대리→개발팀장 준호의 아내
- 박시후: 구용식 역 - 재벌 회장 아들, 구조본 본부장 태희 남편
- 하유미: 한송이 역 - 퀸즈그룹 상무

### 태희 집
- 박정수: 나영자 역 - 태희의 어머니
- 김용건: 태희 부 역
- 신수연: 봉소라 역 - 태희의 딸
- 안미나: 황연희 역 - 태희의 여동생
- 김세민: 연희 남편 역

### 준수 집
- 유지인: 오미순 역 - 준수의 어머니
- 한규희: 준수 부 역
- 이주나: 봉미금 역 - 준수의 첫째 누나
- 이선영: 봉순금 역 - 준수의 둘째 누나
- 오나라: 봉해금 역 - 준수의 막내 누나

### 퀸즈그룹 사람들
- 최정우: 구호승 역 - 퀸즈그룹 회장
- 김혜정: 장숙정 역 - 호승의 아내
- 김창완: 목영철 역 - 부장
- 김용희: 오대수 역 - 과장
- 안상태: 강동원 역 - 준호의 입사동기, 개발팀 대리
- 강래연: 소유경 역 - 태희의 오른팔
- 가득희: 부민아 역 - 태희의 연적
- 최윤영: 오기쁨 역 - 말단사원
- 오유나: 현주 역 - 말단사원
- 류제희: 송이의 비서 역
- 임지규: 강우 역 - 구조본 직원, 용식의 비서
- 손건우: 추상철 역 - 특별기획팀 직원, 대리
- 유태웅: 구용철 역 - 용식의 배다른 형 (16회 합류)
- 오협: 구용준 역 - 용식의 배다른 형

### 그 외 인물
- 양진우: 선우혁 역 - 지구수비대 경찰
- 고미영: 구의동 S라인 아줌마 역
- 최민: 류정훈 역 - 태희의 대학 동창
- 백은경: 은영 역
- 박규점
- 최성웅
- 구중림
- 이우신
- 민준현

### 특별 출연
- 정수영
- 이봉원
- 김승우
- 윤택
- 전헌태
- 맹봉학
- 김광인
- 강두

## 시청률
| 2010년      | 2010년               | 2010년         | 2010년       | 2010년         | 2010년       |
| 회차        | 방송일               | TNmS 시청률    | TNmS 시청률  | AGB 시청률     | AGB 시청률   |
| 회차        | 방송일               | 대한민국(전국) | 서울(수도권) | 대한민국(전국) | 서울(수도권) |
| ----------- | -------------------- | -------------- | ------------ | -------------- | ------------ |
| 제1회       | 첫 번째 여왕         | 9.6%           | 10.2%        | 10.4%          | 11.6%        |
| 제2회       | 두 번째 여왕         | 8.4%           | 9.2%         | 8.9%           | 10.5%        |
| 제3회       | 세 번째 여왕         | 8.8%           | 10.0%        | 9.2%           | 11.0%        |
| 제4회       | 네 번째 여왕         | 9.0%           | 9.7%         | 9.8%           | 11.7%        |
| 제5회       | 다섯 번째 여왕       | 8.5%           | 9.6%         | 10.5%          | 12.7%        |
| 제6회       | 여섯 번째 여왕       | 9.6%           | 10.7%        | 11.0%          | 12.9%        |
| 제7회       | 일곱 번째 여왕       | 10.0%          | 11.2%        | 10.8%          | 12.4%        |
| 제8회       | 여덟 번째 여왕       | 10.4%          | 11.4%        | 12.3%          | 14.9%        |
| 제9회       | 아홉 번째 여왕       | 13.8%          | 14.9%        | 16.7%          | 19.5%        |
| 제10회      | 열 번째 여왕         | 9.8%           | 10.4%        | 11.4%          | 13.5%        |
| 제11회      | 열한 번째 여왕       | 9.2%           | 10.6%        | 11.5%          | 14.4%        |
| 제12회      | 열두 번째 여왕       | 9.2%           | 9.7%         | 11.3%          | 13.2%        |
| 제13회      | 열세 번째 여왕       | 9.2%           | 10.4%        | 9.9%           | 12.2%        |
| 제14회      | 열네 번째 여왕       | 10.0%          | 11.0%        | 10.8%          | 12.3%        |
| 제15회      | 열다섯 번째 여왕     | 9.2%           | 10.4%        | 9.8%           | 11.5%        |
| 제16회      | 열여섯 번째 여왕     | 8.5%           | 9.5%         | 9.8%           | 12.1%        |
| 제17회      | 열일곱 번째 여왕     | 11.8%          | 12.5%        | 14.5%          | 17.2%        |
| 제18회      | 열여덟 번째 여왕     | 12.8%          | 14.0%        | 14.6%          | 16.6%        |
| 제19회      | 열아홉 번째 여왕     | 13.3%          | 14.6%        | 15.0%          | 17.9%        |
| 제20회      | 스무 번째 여왕       | 14.6%          | 15.7%        | 14.9%          | 17.3%        |
| 제21회      | 스물한 번째 여왕     | 11.1%          | 12.0%        | 13.7%          | 16.4%        |
| 제22회      | 스무두 번째 여왕     | 14.6%          | 15.7%        | 16.6%          | 18.9%        |
| 2011년      |                      |                |              |                |              |
| 제23회      | 스무세 번째 여왕     | 11.0%          | 14.9%        | 14.2%          | 16.8%        |
| 제24회      | 스무네 번째 여왕     | 11.9%          | 14.8%        | 15.6%          | 17.7%        |
| 제25회      | 스무다섯 번째 여왕   | 12.1%          | 17.0%        | 15.7%          | 18.9%        |
| 제26회      | 스무여섯 번째 여왕   | 12.8%          | 16.8%        | 17.4%          | 20.8%        |
| 제27회      | 스무일곱 번째 여왕   | 11.9%          | 15.2%        | 14.7%          | 17.2%        |
| 제28회      | 스무여덟 번째 여왕   | 11.1%          | 13.8%        | 15.2%          | 19.0%        |
| 제29회      | 스무아홉 번째 여왕   | 10.0%          | 11.6%        | 13.8%          | 16.3%        |
| 제30회      | 서른 번째 여왕       | 11.0%          | 13.6%        | 15.0%          | 18.8%        |
| 제31회      | 마지막 여왕 (최종회) | 11.4%          | 13.4%        | 15.3%          | 19.0%        |
| 평균 시청률 | 평균 시청률          | 10.8%          | 12.4%        | 12.9%          | 15.4%        |

## 결방과 연장
- 2011년 1월 13일: 역전의 여왕 방영 분량이 20부작에서 11회 연장되어 31부작으로 변경 및 확정되었다.
- 2011년 1월 18일: 2011 AFC 카타르 아시안컵 대한민국 vs 인도의 경기 중계 방송으로 인해 결방[4]

## 수상
- 2010년 MBC 연기대상 대상 김남주
- 2010년 MBC 연기대상 남자 최우수상 정준호
- 2010년 MBC 연기대상 남자 우수상 박시후
- 2010년 MBC 연기대상 여자 황금 연기상 하유미
- 2010년 MBC 연기대상 특별상 채정안

## 같이 보기
- 내조의 여왕

## 경쟁 프로그램
- 자이언트(SBS)
- 아테나: 전쟁의 여신(SBS)
- 매리는 외박중(KBS 2TV)
- 드림하이(KBS 2TV)